# Blatna Vas
Blatna Vas – wieś w Chorwacji, w żupanii istryjskiej, w mieście Buzet. W 2011 roku liczyła 7 mieszkańców.